# Eleccions municipals de València de 1931
Les eleccions municipals de València de 1935 es van celebrar el diumenge 12 d'abril de 1931. Els votants van triar els 50 regidors que compondrien el ple del Consell Municipal de València.
Aquestes eleccions estaven plantejades, de facto, com un plebiscit de la monarquia d'Alfons XIII. A València, els republicans (integrants majoritàriament per membres del PURA) van obtindre una victòria aclaparadora aconseguint 32 regidors.

## Precedents
La crisi econòmica, la contestació social tant de la petita burgesia com de la classe estudiantil i obrera, acaben el gener de 1930 amb la dictadura de Primo de Rivera. El rei Alfons XIII nomena Cap de Govern al general Dámaso Berenguer y Fusté, cap de la casa militar del rei. Aquest constitueix un govern conegut com la dictablanda en clara al·lusió a la manca de fortalesa respecte al règim anterior tot i seguir sent militarista i no democràtic.
La monarquia, que havia estat còmplice de la dictadura, està fortament qüestionada. Antics liberals afectes al règim proposen ara una sortida democràtica abans que hi hagi una explosió revolucionaria.
El moviment obrer creixia vertiginosament, tant a la UGT, com a la CNT. Els partits republicans tenen cada dia més afiliats.
El 17 d'agost de 1930, es reuneixen a Sant Sebastià, Niceto Alcalá-Zamora i Miguel Maura amb els representants de diversos grups polítics, constitucionalistes i republicans contraris al govern Berenguer i a la monarquia, i signen el Pacte de Sant Sebastià, en la que s'acorden una sèrie de mesures orientades a la instauració d'una república parlamentària i un tracte diferencial per Catalunya.
Es produeixen molts intents de cop d'estat. El més destacat moviment de rebel·lió militar va ser la revolta de Jaca el desembre de 1930 que, tot i fracassar, a la llarga acabà donant els seus fruits.
També fracassa un intent de bombardeig del palau reial que havia d'efectuar Ramon Franco qui, finalment, opta per llençar fulletons i refugiar-se a Portugal.
Els signants del Pacte de Sant Sebastià són arrestats, la qual cosa els comportarà una ampla popularitat.
Berenguer proposà unes eleccions generals que no li són acceptades ni per la dreta (que ho considerava arriscat) ni per l'esquerra (que exigia més llibertats i garanties).
Així, el febrer-març de 1931, Berenguer dimití i fou substituït per l'almirall Juan Bautista Aznar-Cabañas. Aquest estructurà un govern conservador amb antigues figures monàrquiques com Garcia Prieto, comte de Romanones, Juan de la Cierva i Joan Ventosa i Calvell de la Lliga Regionalista.
Finalment, per sortir de l'embús i les divergències, tothom convingué a fer unes eleccions municipals que atorguessin un marc constitucional.

## Sistema electoral
L'objectiu de les eleccions era escollir els regidors de tots els ajuntaments espanyols. Les eleccions es regiren per la llei municipal de 1877 i per la llei electoral de 1907. El nombre de regidors de cada ajuntament depenia de la població del municipi.
Els municipis se subdividien en districtes, que alhora es podien subdividir en col·legis (circumscripcions), tot i que normalment els límits dels col·legis i dels districtes eren els mateixos. La llei municipal deia que en cada col·legi s'havien d'escollir entre tres i sis regidors.
El sufragi era masculí. El sistema de votació era el vot limitat: els electors tenien menys vots que el nombre d'electes del col·legi. Per exemple: en un col·legi on s'havien d'escollir 4 regidors, un elector només podia votar fins a 3 candidats. Sortien electes els candidats amb més vots.
L'article 29 de la llei electoral de 1907 estipulava que en aquells llocs on hi hagués menys candidats que escons a escollir, aquests quedaven escollits directament.
L'elecció de l'alcalde corresponia al ple de l'ajuntament. S'escolliria a la primera sessió de la legislatura.

## Resultats
| Eleccions municipals de 12 d'abril de 1931 - València |                                                           |                                     |                                     |         |          |          |
| Candidatura | Candidatura                                               | Candidatura                         | Cap de llista                       | Vots    | Vots     | Regidors |
| | Aliança d'Esquerres Antidinàstica (AEA) (Republicans)     |                                     | 32 candidats.                       | 36.738  | 71,29%   | 32       |
| | Candidatura de Concentració Monàrquica (CCM) (Monàrquics) |                                     | 31 candidats                        | 12.420  | 24,1%    | 16       |
| | Esquerra Liberal (EL) (albistes monàrquics)               |                                     | 7 candidats                         | ??      |          | 2        |
| | Altres candidatures                                       |                                     | 16 candidats                        | ??      |          | 0        |
| Total vots vàlids i regidors | Total vots vàlids i regidors                              | Total vots vàlids i regidors        | Total vots vàlids i regidors        | 51.535  | 100 %    | 50       |
| | Vots nuls                                                 | Vots nuls                           | Vots nuls                           | 261     | 0,31%    |          |
| Participació (vots vàlids més nuls) | Participació (vots vàlids més nuls)                       | Participació (vots vàlids més nuls) | Participació (vots vàlids més nuls) | 51.796  | 61,13%** |          |
| Abstenció | Abstenció                                                 | Abstenció                           | Abstenció                           | 32.933* | 38,87%** |          |
| Total cens electoral | Total cens electoral                                      | Total cens electoral                | Total cens electoral                | 84.729* | 100 %**  |          |
| Alcalde: Vicent Marco Miranda (PURA) (15/04/1931) (alcalde provisional) Agustín Trigo Mezquita (PURA) (17/04/1931) (alcalde electe) Per majoria absoluta dels vots dels regidors (39 vots i 8 vots en blanc, 3 regidors absents) |                                                           |                                     |                                     |         |          |          |
| Fonts: Institut Nacional d'Estadística. Periòdics Las Provincias, El Pueblo i La Correspondencia de Valencia. (* No són vots sinó electors. ** Percentatge respecte del cens electoral.)                                         |                                                           |                                     |                                     |         |          |          |

### Regidors triats per districte[14][15]
Els candidats electes estan en negreta:
| Distrcte     | Participació | Candidats i vots                    | Candidats i vots |
| Centre       | ???          | Mariano Gómez González              | 2.905            |
| Centre       | ???          | Sigfrido Blasco-Ibáñez (PURA)       | 2.890            |
| Centre       | ???          | Julio Saborit Belenguer (PURA)      | 2.885            |
| Centre       | ???          | Manuel Simó Marín (DRV)             | 941              |
| Centre       | ???          | Francisco Calatayud Mateu (DRV)     | 914              |
| Centre       | ???          | Pablo Meléndez Boscá                | 696              |
| Audiència    | ???          | Vicente Marzal Mustieles (DLR)      | 1.695            |
| Audiència    | ???          | Ramón Bellver Bussó (PURA)          | 1.683            |
| Audiència    | ???          | Enric Duran i Tortajada             | 1.698            |
| Audiència    | ???          | Manuel Martí                        | 1.426            |
| Audiència    | ???          | Francisco Momblanch                 | 1.381            |
| Universitat  | ???          | Victorino Vázquez Garrido (AR)      | 1.380            |
| Universitat  | ???          | Luis Donderis Tatay (DLR)           | 1.359            |
| Universitat  | ???          | José Soler Bort (PURA)              | 1.333            |
| Universitat  | ???          | Joaquim Reig i Rodríguez (CV)       | 1.227            |
| Universitat  | ???          | José Duato                          | 1.186            |
| Universitat  | ???          | Isidoro Martín                      | 1.186            |
| Teatre       | ???          | José Cano Coloma (PRRS)             | 2.352            |
| Teatre       | ???          | Adolfo Royo Soriano (PURA)          | 2.343            |
| Teatre       | ???          | Antonio Reyna López (AR)            | 2.268            |
| Teatre       | ???          | Salvador Salom Antequera            | 1.203            |
| Teatre       | ???          | Luis Santonja Faus (DRV)            | 1.290            |
| Teatre       | ???          | Rafel Laborde-Bois                  | 1.150            |
| Teatre       | ???          | Luis Buixareu                       | 760              |
| Teatre       | ???          | Tomás Jiménez Uberos                | ???              |
| Hospital     | ???          | Manuel Gisbert Rico (PURA)          | 3.617            |
| Hospital     | ???          | Vicente Alfaro Moreno (PURA)        | 3.588            |
| Hospital     | ???          | Antonio de Gracia Pons (PSOE)       | 3.521            |
| Hospital     | ???          | Luis Ruíz Sáez                      | 673              |
| Hospital     | ???          | Miguel Ortega Moncholí              | 658              |
| Hospital     | ???          | Vicente Arnal                       | 625              |
| Hospital     | ???          | Jaime Llorca                        | 474              |
| Hospital     | ???          | Francisco Orduña                    | 441              |
| Museu        | ???          | Vicent Marco Miranda (PURA)         | 3.709            |
| Museu        | ???          | Alvaro Pascual Leone (PURA)         | 3.709            |
| Museu        | ???          | Emilio Bordonave Tarrasó (DLR)      | 3.610            |
| Museu        | ???          | Ramón Tarazona Puchades (DRV)       | 938              |
| Museu        | ???          | Jaime Faus                          | 841              |
| Museu        | ???          | José Feo                            | 826              |
| Museu        | ???          | Cayetano Agrait                     | 657              |
| Misericòrdia | ???          | Fernando Valera Aparicio (PRRS)     | 3.000            |
| Misericòrdia | ???          | Joaquin García Ribes (PURA)         | 3.148            |
| Misericòrdia | ???          | Vicente Navarro Arambul (PSOE)      | 2.924            |
| Misericòrdia | ???          | José María Albors Brocal            | 921              |
| Misericòrdia | ???          | Fernando Porta Sanmartín            | 939              |
| Misericòrdia | ???          | Vicente Llorca                      | 866              |
| Russafa      | ???          | Francisco Forriol Ferrer (PRRS)     | 5.869            |
| Russafa      | ???          | Juan Bort Zandalinas (PURA)         | 5.804            |
| Russafa      | ???          | Francisco Sanchis Pascual (PSOE)    | 5.663            |
| Russafa      | ???          | Julio Romero Moncholí (PL)          | 1.388            |
| Russafa      | ???          | Salvador Salcedo Ferrer (PL)        | 1.145            |
| Russafa      | ???          | Vicente Minguet                     | 1.017            |
| Russafa      | ???          | Alfredo Bolinches                   | 664              |
| Russafa      | ???          | Fernando Aleixandre                 | 661              |
| Russafa      | ???          | Rafael Alemany                      | 75               |
| Vega         | ???          | Agustín Trigo Mezquita (PURA)       | 2.683            |
| Vega         | ???          | Vicente Lambies Grancha (PURA)      | 2.640            |
| Vega         | ???          | Francesc Soto i Mas (AVR)           | 2.643            |
| Vega         | ???          | Ismael Barrera Juan                 | 2.641            |
| Vega         | ???          | José Olmos Burgos (PURA)            | 2.687            |
| Vega         | ???          | Manuel Casanova Bonora (DRV)        | 1.415            |
| Vega         | ???          | José Monmeneu Gómez (DRV)           | 1.355            |
| Vega         | ???          | Vicente Sancho                      | 1.345            |
| Vega         | ???          | Francisco Taberner                  | 1.335            |
| Port         | ???          | Juan Bautista Brau Sanoguera (PURA) | 5.038            |
| Port         | ???          | Vicente Juan Mira (PURA)            | 4.805            |
| Port         | ???          | Vicente San Vicente Montoro (PURA)  | 4.874            |
| Port         | ???          | Manuel García Cabañes (DLR)         | 1.018            |
| Port         | ???          | Manuel García Dutrús (DLR)          | 937              |
| Port         | ???          | José Meliá                          | 822              |
| Port         | ???          | Luis Ayora                          | 98               |
| Port         | ???          | Enrique Estellés                    | 75               |